# Prognichthys brevipinnis
Cá chuồn không râu , tên khoa học Prognichthys brevipinnis, là một loài cá chuồn trong họ Exocoetidae.